# Xexaljá
Xexaljá är en ort i Mexiko.   Den ligger i kommunen Chilón och delstaten Chiapas, i den sydöstra delen av landet, 800 km öster om huvudstaden Mexico City. Xexaljá ligger 951 meter över havet och antalet invånare är 125.
Terrängen runt Xexaljá är huvudsakligen kuperad, men den allra närmaste omgivningen är platt. Runt Xexaljá är det glesbefolkat, med 16 invånare per kvadratkilometer. Närmaste större samhälle är Ocosingo, 17,5 km sydost om Xexaljá. I omgivningarna runt Xexaljá växer i huvudsak städsegrön lövskog.